# خرشوف محشو
الخرشوف المحشو، هو طعام معد في مناطق مختلفة، تستخدم الحشوة الإيطالية الشائعة مزيجًا من فتات الخبز والثوم وتوابل والبقدونس والجبن المبشور والنقانق، يتم دفع الخليط إلى المساحات الموجودة في قاعدة كل ورقة وإلى الوسط قبل أن يتم غلي الخرشوف أو على البخار.
في جميع أنحاء شمال إفريقيا والشرق الأوسط وتركيا وأرمينيا، تشتمل الحشوة المفضلة على قلوب الخرشوف المحشوة على لحم الضأن المطحون. التوابل تعكس المطبخ المحلي لكل بلد، في لبنان، على سبيل المثال، تشمل الحشوة النموذجية لحم الخروف والبصل والطماطم والصنوبر والزبيب والبقدونس والشبت والنعناع والفلفل الأسود والبهارات. تشكيلة نباتية تركية شهيرة تستخدم فقط البصل والجزر والبازلاء الخضراء والملح.